# Listă de actori ucraineni

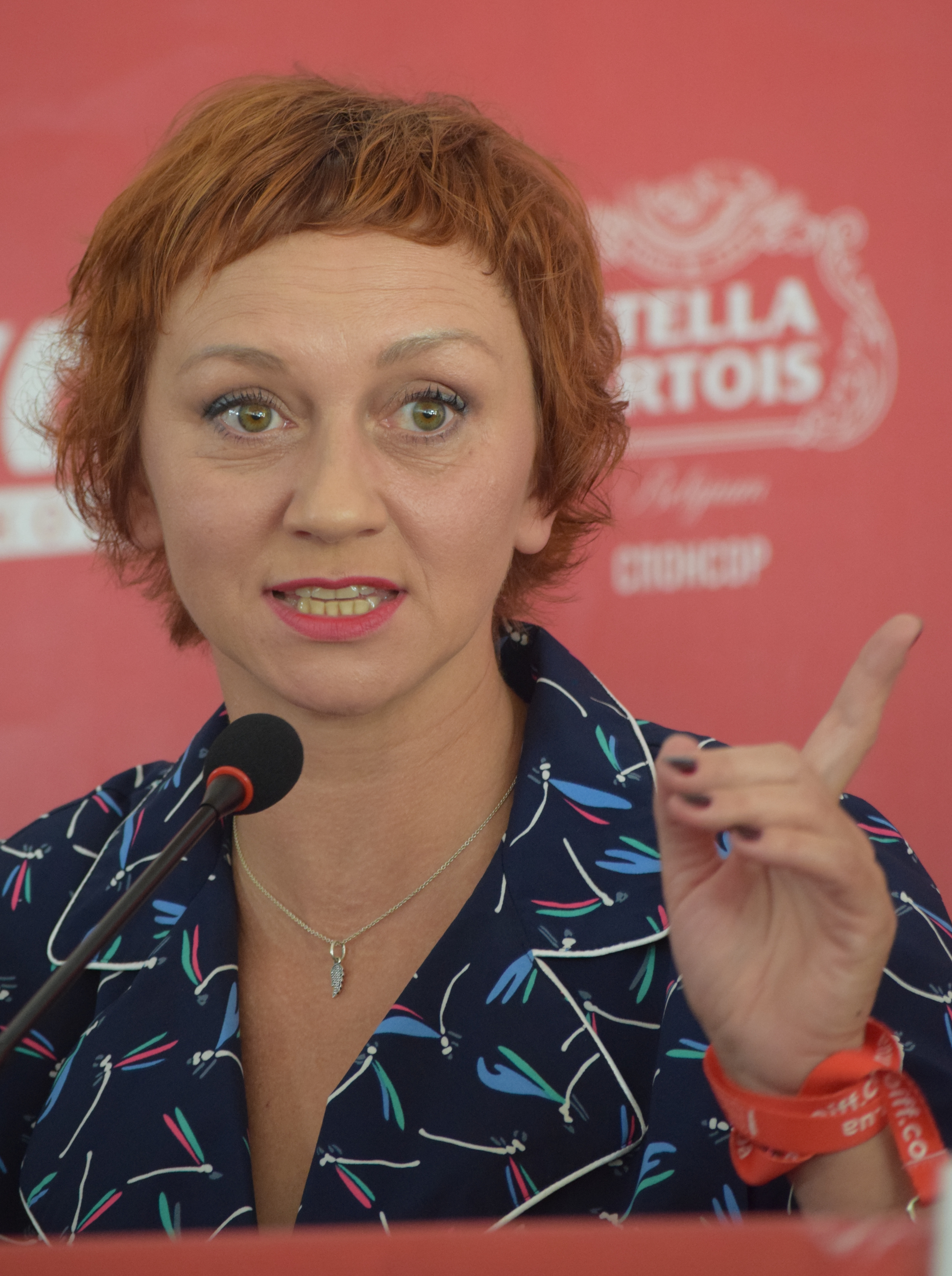
Rimma Ziubina

Aceasta este o listă de actori ucraineni.
Cuprins: Început - 0–9 A B C D E F G H I J K L M N O P Q R S T U V W X Y Z

## B
- Iaroslav Boïko
- Serge Bondartchouk
- Oleg Borisov
- Borislav Brondukov
- Leonid Bykov

## C
- Dmitry Chepovetsky

## F
- Boris de Fast (Boris Fastovich; ruso-ucrainean din Crimeea, emigrat în Franța)

## G
- Alexeï Gorbounov
- Alexander Granach

## H
- Nikola Hejko
- Gregory Hlady
- Eugene Hütz

## K
- Ivan Karpenko-Karîi

## L
- Jacques Lerner

## M
- Ivan Mîkolaiciuk

## P
- Dina Pronicheva

## R
- Sofia Rotaru

## S

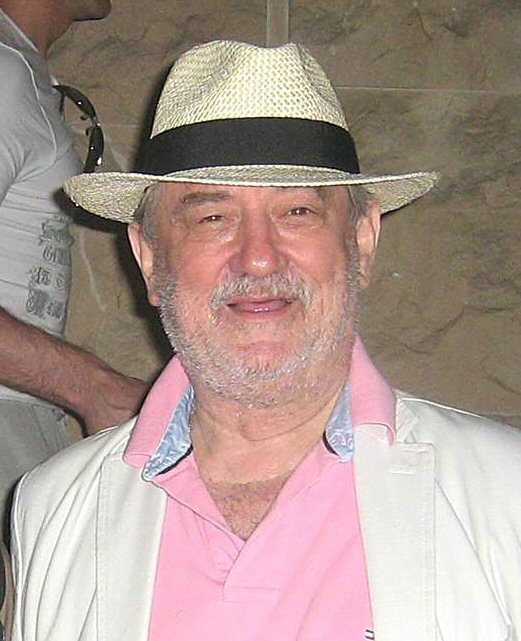
Bohdan Stupka, 2008

- Verka Serdiucika
- Myroslav Slaboshpytskiy
- Bohdan Stupka

## Z
- Valeriya Zaklunna
- Rimma Ziubina
- Margarita Ziubina

## Vezi și
- Listă de regizori ucraineni